# Dunaújváros Gorillaz 2016
Questa voce raccoglie le informazioni riguardanti i Dunaújváros Gorillaz nelle competizioni ufficiali della stagione 2016.

## Divízió I 2016

### Stagione regolare
| 3 aprile 2016 2ª giornata | Dunaújváros Gorillaz | 49 – 12 | Budapest Wolves 2 |  |

| 10 aprile 2016 3ª giornata | Szekszárd Bad Bones | 15 – 38 | Dunaújváros Gorillaz |  |

| 8 maggio 2016 7ª giornata | Dunaújváros Gorillaz | 49 – 0 | Budapest Cowbells 2 |  |

| 15 maggio 2016 8ª giornata | Debrecen Gladiators | 6 – 21 | Dunaújváros Gorillaz |  |

| 29 maggio 2016 10ª giornata | Budapest Titans | 7 – 42 | Dunaújváros Gorillaz |  |

| 5 giugno 2016 11ª giornata | Dunaújváros Gorillaz | 48 – 0 | Újpest Bulldogs |  |

### Playoff
| 26 giugno 2016 Semifinale | Dunaújváros Gorillaz | 35 – 0 | Miskolc Renegades |  |

| 10 luglio 2016 Pannon Bowl | Dunaújváros Gorillaz | 28 – 8 | Debrecen Gladiators |  |

## Statistiche di squadra
| Competizione      | %Vittorie | In casa | In casa | In casa | In casa | In casa | In casa | In trasferta | In trasferta | In trasferta | In trasferta | In trasferta | In trasferta | Totale | Totale | Totale | Totale | Totale | Totale |
| Competizione      | %Vittorie | G       | V       | N       | P       | Pf      | Ps      | G            | V            | N            | P            | Pf           | Ps           | G      | V      | N      | P      | Pf     | Ps     |
| ----------------- | --------- | ------- | ------- | ------- | ------- | ------- | ------- | ------------ | ------------ | ------------ | ------------ | ------------ | ------------ | ------ | ------ | ------ | ------ | ------ | ------ |
| Stagione regolare | 1.000     | 3       | 3       | 0       | 0       | 146     | 12      | 3            | 3            | 0            | 0            | 101          | 28           | 6      | 6      | 0      | 0      | 247    | 40     |
| Playoff           | 1.000     | 2       | 2       | 0       | 0       | 63      | 8       | 0            | 0            | 0            | 0            | 0            | 0            | 2      | 2      | 0      | 0      | 63     | 8      |
| Totale            | 1.000     | 5       | 5       | 0       | 0       | 209     | 20      | 3            | 3            | 0            | 0            | 101          | 28           | 8      | 8      | 0      | 0      | 48     |        |